# Синдзитай
Синдзитай (яп. 新字体, букв. «новые формы знаков») — формы кандзи, используемые в Японии с момента обнародования списка Тоё кандзи в 1946 г. Старые формы называются кюдзитай (яп. 旧字体 кю:дзитай, букв. «прежние формы знаков»). Некоторые из новых форм повторяют формы, которые используются в упрощённом китайском, однако синдзитай претерпели не такие обширные модификации. Таким образом, современные японские кандзи более близки к традиционным китайским знакам.
Синдзитай были получены уменьшением числа штрихов в кюдзитай, неупрощённого эквивалента традиционных китайских знаков, также называемых сэйдзи (яп. 正字, «правильные символы») путём (как и в случае с упрощенными китайскими иероглифами) либо замещения цукури (яп. 旁 правая часть кандзи), показывая онное чтение другим знаком с таким же чтением, но с меньшим числом штрихов, либо замены сложного компонента знака более простым.
Всего с 1950-х годов было несколько стадий упрощения, но после обнародования в 1981 году списка Дзёё кандзи не было ни одного изменения вплоть до обновления списка в 2010 году.

## Происхождение
Следующие формы были введены в результате послевоенных реформ символов. Однако они не были созданы с нуля, так как многие из них основаны на широко используемых рукописных аббревиатурах рякудзи (яп. 略字) ещё довоенной эпохи. Многие рякудзи довоенного времени идентичны их современным формам синдзитай. Из-за сложности кандзи в рукописном письме использовалось много аббревиатур, которые впоследствии стали официальными. Было уделено особое внимание эстетическому балансу новой формы символов.
| Кюдзитай | → | Синдзитай | Онъёми | Кунъёми  | Перевод                                                             |
| -------- | - | --------- | ------ | -------- | ------------------------------------------------------------------- |
| 鐵       | → | 鉄        | тэцу   | куроганэ | (существительное) железо (металл)                                   |
| 與       | → | 与        | ё      | ата(эру) | (глагол) предоставлять, давать                                      |
| 學       | → | 学        | гаку   | мана(бу) | (глагол) учиться                                                    |
| 體       | → | 体        | тай    | карада   | (существительное) тело                                              |
| 臺       | → | 台        | тай    | утэна    | (существительное) опора; краткая форма Тайвань                      |
| 國       | → | 国        | коку   | куни     | (существительное) страна, королевство, нация                        |
| 關       | → | 関        | кан    | сэки     | (предлог) иметь отношение, затрагивать                              |
| 寫       | → | 写        | ся     | уцу(су)  | (глагол) описывать, изображать                                      |
| 廣       | → | 広        | ко:    | хиро(й)  | (прилагательное) обширный, широкий                                  |
| 圓       | → | 円        | эн     | мару(й)  | (существительное) Японская иена; (прилагательное) круглый, круговой |

### Неофициальные упрощения
Есть и другие широко используемые рякудзи такого рода, такие как аббревиатуры для 門 (в упрощённом китайском аббревиатура 门 стала официальной) и 第 (которая существует в Юникоде как 㐧), но они не были включены в реформы, касающиеся синдзитай.
В отличие от упрощённого китайского, который был принят по отношению ко всем символам, упрощение в синдзитай были официально приняты только к символам в списках кандзи Тоё и Дзёё, тогда как хёгайдзи (яп. 表外字 хё:гайдзи, символы, не включённые в списки кандзи Тоё и Дзёё) официально остались в форме кюдзитай. К примеру, символ «подниматься» (яп. 擧 он: кё; кун агару, агэру) был упрощён как 挙, но символ дерево дзельква (яп. 欅 кэяки), который также содержит 擧, остался неупрощённым из-за своего статуса хёгайдзи.
Упрощённые формы хёгайдзи существуют, и их называют расширенным синдзитай (яп. 拡張新字体 какукё: синдзитай). Однако они используются неофициально, что было подтверждено в отчете Национального языкового совета по символам, не перечисленным в списке кандзи Дзёё от 2000 года.
Газета «Асахи симбун» использует свои упрощения хёгайдзи, которые называют «символами Асахи» (яп. 朝日文字 асахи модзи). К примеру, слово «судорога» (яп. 痙攣 кун: кэйрэн), упрощённо следуя моделям 經→経 и 戀→恋. Говорят[кто?], что это было сделано потому, что в эпоху печати на пищущих машинках более сложные кандзи могли неточно печататься.
Стандарты JIS содержат многочисленные упрощённые формы кандзи следующих модели упрощений синдзитай, таких как 﨔 (упрощённая форма 欅); многие из них включены в Юникод, но не представлены в большинстве наборов символов кандзи.

## Методы упрощения кандзи

### Адаптация курсивных форм рукописного шрифта
Рукописные формы кандзи синшу и цаошу были адаптированы как синдзитай. Примеры включают:
圖→図
觀→観
示 (радикал) →礻
晝→昼
Вышеупомянутое рукописное упрощение 门 также возникло в синшу, но не является общепринятым в официальной японской письменности.

### Стандартизация и унификация форм символов
Символы, у которых было два или более вариантов, были стандартизованы одной формой. Символ 島 (он то:; кун сима; остров) также имел варианты 嶋 (встречается в именах собственных) и 嶌, но стандартом стала форма 島. Ключ 辶 раньше печатался с двумя точками (как в хёгайдзи 逞), но писался с одной (как в 道), поэтому письменная форма с одной точкой стала стандартом. Символ 青 (он: кэй, со: кун: аой; голубой) раньше печатался как 靑, но писался как 青, поэтому письменная форма стала стандартом. Верхняя часть 丷 символов 半, 尊, и 平 раньше печаталась как 八 и писалась 丷 (как в предыдущих примерах), но старая печатная форма всё ещё используется в символах хёгайдзи 絆 и 鮃.

### Замена символа, показывающего онное чтение
Кандзи категории кэйсэй-модзи содержат ключ (бусю, 部首) и символ, показывающий их онное чтение (омпу, 音符). К примеру символы 清, 晴, 静, 精, 蜻 имеют онное чтение сэй, как и 青. В этом методе упрощения сложные онные чтения заменяются на более простые кандзи с таким же чтением, к примеру, символ 圍 (и, какому; огораживать), в котором он 韋 (который читается как и) заменён на 井 (который также читается как и, хотя на самом деле это кунное чтение, теперь пишется 囲. Другие упрощения этим методом включают 竊→窃, 廰→庁, 擔→担. Также существуют просторечные рукописные упрощения, основанные на этой модели, в которых различные символы используются как он, к примеру 魔 (ма; демон) [упрощение: 广+マ (слог катаканы ма)], 慶 (кэй; ликование) [广+K], 藤 (то:, фудзи; глициния) [艹+ト (слог катаканы то)], и 機 (КИ; машина, удобный момент) [木+キ (слог катаканы ки)].

### Удаление сложных частей
Некоторые кандзи были упрощены удалением целых компонентов. К примеру,
- часть 倠 символа 應 была удалена, и в результате получилась форма 応
- 藝→芸
- 縣→県
- 絲→糸
- 蟲→虫

Интересен символ 龍, означающий «дракон». Он был упрощён до 竜, но этот же самый символ не был упрощён в составе другого кандзи. При этом символ 襲, означающий «атаковать», находится в списке Дзёё кандзи (это единственный символ в этом списке, содержащий 龍), хотя самого 龍 в нём нет.
Противоречие упрощённых китайских иероглифов имеется и в синдзитай: некоторые синдзитай были изначально отдельными символами с разными значениями. Например, синдзитай 芸 (гэй; выступление, умение), который был изначально отдельным от 藝 символом с онным чтением ун. Множество изначальных символов, которые были объединены, более не используются в современном японском: например, 豫 (ё; аракадзи(мэ); заранее) и 餘 (ё;, ама(ри); излишек) были объединены с архаичными местоимениями первого лица 予 и 余. Однако 芸 входит в название первой японской публичной библиотеки Унтэй (芸亭) (построена в период Нара). Этот символ также имеет значение в классической японской литературе, и японские исторические книги должны были различить два символа, используя старую форму ключа 艹 (十十) при написании ун.